# Fanny Müller
Fanny Müller (eigentlich Ingeborg Glock; * 17. Juli 1941 in Helmste; † 17. Mai 2016) war eine deutsche Schriftstellerin und Satirikerin. Bevor sie als Autorin hervortrat, war sie – unter ihrem bürgerlichen Namen Ingeborg Glock – als Lehrerin tätig.  Zwischen 1986 und 1987 gehörte sie für einige Monate als Abgeordnete der GAL-Fraktion der Hamburgischen Bürgerschaft an. Sie lebte in Hamburg.

## Leben und Wirken

### Tätigkeit als Lehrerin und in der Politik
Nach dem Abitur absolvierte Ingeborg Glock eine Hotelfachlehre. Ab 1970 studierte sie Pädagogik und Soziologie. Danach war sie elf Jahre als Lehrerin an einer technischen Gewerbeschule tätig. Später unterrichtete sie erwachsene Analphabeten an der Volkshochschule.
Glock war Mitglied der Gewerkschaft Erziehung und Wissenschaft und des Vereins Graue Panther e. V. in Hamburg. Außerdem engagierte sie sich als Vertrauensfrau und Schulkreissprecherin. Sie sympathisierte mit der Bunten Liste und war Gründungsmitglied der Alternativen Liste. 1986 trat sie für die GAL, die in jenem Jahr erstmals eine reine Frauenliste aufgestellt hatte, bei der Bürgerschaftswahl an und zog im November in die 12. Hamburgische Bürgerschaft ein. Ihre aus 13 GAL-Politikerinnen bestehende Frauenfraktion war zwar umstritten, hatte aber in der 12. Legislaturperiode relativ viel Einfluss auf Entscheidungen des Landesparlaments, da die SPD bei Beschlussfassungen auf ihre Stimmen angewiesen war und auch die CDU mit den GAL-Stimmen die SPD überstimmen konnte. Bereits im Mai 1987 wurde die Bürgerschaft jedoch nach gescheiterten Koalitionsverhandlungen erneut gewählt und Glock verlor ihr Mandat.

### Autorin
Unter dem Pseudonym Fanny Müller schrieb sie ihre Geschichten von Frau K. die zunächst im Satiremagazin Kowalski und in der Hamburger Ausgabe der taz erschienen. Die Geschichten von Frau K. handeln von "einer eigenwilligen, schrulligen, alten Dame, die sich im Hamburger Schanzenviertel zu behaupten weiß, und die in ihrem Leben schon alles einmal erlebt hat".
Als ihr Verlag Weisser Stein pleiteging, wechselte Fanny Müller zur Edition Tiamat, wo sie trotz ihres Erfolgs, den sie kurze Zeit später mit dem zusammen mit Susanne Fischer geschriebenen Buch „Stadt Land Mord. Kriminelle Briefe nachgelassener Frauen“ hatte, dem Verlag bis zuletzt treu blieb.
Während einiger Zeit erschien im Satiremagazin Titanic unter dem Titel „Mit den Augen einer Frau“ eine Kolumne von Fanny Müller. Sie schrieb auch für Jungle World, Brigitte, Stern, Weltwoche, Frankfurter Rundschau und Spiegel special.
Ab 1994 erschienen Fanny Müllers Texte auch in Buchform. Bereits im ersten Band waren Alltagsgeschichten von der alten Nachbarin Frau K. und deren Dackel Trixi im Hamburger Schanzenviertel gesammelt, die auch in späteren Veröffentlichungen häufig vorkommen. Ihre ersten beiden Bücher erschienen im Verlag Weisser Stein, danach wechselte sie zur Edition Tiamat. Deren Verleger Klaus Bittermann schreibt in einem Nachruf von einem „ruppigen und doch gleichzeitig liebenswerten Humor“ Müllers.
2005 wurde sie für ihre „witzig bösartigen Glossen“ mit dem Ben-Witter-Preis ausgezeichnet.

## Werke

### Buchveröffentlichungen
- Geschichten von Frau K. Weisser Stein, Greiz 1994, ISBN 3-928681-21-4.
- Mein Keks gehört mir. Weisser Stein, Greiz 1995, ISBN 3-928681-85-0.
- mit Susanne Fischer: Stadt Land Mord. Edition Tiamat, Berlin 1996, ISBN 3-923118-04-X.
- Das fehlte noch. Edition Tiamat, Berlin 1997, ISBN 3-89320-008-8.
- Für Katastrophen ist man nie zu alt. Edition Tiamat, Berlin 2003, ISBN 3-89320-064-9.
- Alte und neue Geschichten von Frau K. Edition Tiamat, Berlin 2003, ISBN 3-89320-069-X.
- Keks, Frau K. und Katastrophen. Alle Geschichten von Fanny Müller. Gerd Haffmans bei Zweitausendeins, Frankfurt am Main 2004, ISBN 3-86150-535-5.
- Auf Dauer seh ich keine Zukunft. Edition Tiamat, Berlin 2008, ISBN 978-3-89320-118-1.
- Schon wieder Weihnachten. Gerd Haffmans bei Zweitausendeins, Frankfurt am Main 2008, ISBN 978-3-86150-818-2.

### Audio-CDs
- Tanzen und Toben ohne Weiber. Edition Tiamat, 2006, ISBN 3-89320-096-7.
- Fanny Müller liest Grimms Märchen. Gerd Haffmans bei Zweitausendeins, Frankfurt am Main 2008, ISBN 978-3-86150-813-7.